# Глазовский сельсовет (Гомельская область)
Глазовский сельсовет (белор. Глазаўскі сельсавет) — упразднённая административная единица на территории Буда-Кошелёвского района Гомельской области Белоруссии.

## История
В состав Глазовского сельсовета входили ныне не существующие: до 1969 года посёлок Никольск, до 1976 года посёлок Чистое, до 1997 года посёлок Кленок.
16 декабря 2009 года Глазовский сельсовет Буда-Кошелёвского района упразднён.
Территория упразднённого сельсовета, в том числе деревни Глазовка, Житонежье, Ивановка, посёлки Васильевка, Диково, Новый Свет, Чернятин, Красное Знамя, включены в состав Морозовичского сельсовета.

## Состав
Глазовский сельсовет включал 9 населённых пунктов:
- Васильевка — посёлок
- Глазовка — деревня
- Диково — посёлок
- Житонежье — деревня
- Ивановка — деревня
- Красное Знамя — посёлок
- Новый Свет — посёлок
- Чернятин — посёлок

Упразднённые населённые пункты:
- Маковье — посёлок